# Rovine (raccolta poetica)
Rovine è una raccolta di poesie di Gabriele Tinti, pubblicata nel 2021. 

## Tematiche e contenuti
Il libro è una raccolta di ecfrasi ed è il frutto di letture dal vivo che, nel corso degli ultimi anni, alcuni attori noti al grande pubblico come, tra gli altri, Willem Dafoe, Kevin Spacey, Malcolm McDowell, Abel Ferrara, Stephen Fry, James Cosmo, Robert Davi, Franco Nero, Alessandro Haber, Michele Placido, Marton Csokas, Jamie McShane e Vincent Piazza hanno tenuto di fronte alle opere d’arte antica che hanno ispirato l’autore. Le letture sono state realizzate al Metropolitan Museum of Art di New York, al Getty Museum e al LACMA di Los Angeles, al British Museum di Londra, ai Musei Capitolini di Roma, al Museo dell’Ara Pacis, al Museo Nazionale Romano, al Museo archeologico nazionale di Napoli, al Parco Archeologico del Colosseo e alla Gliptoteca (Monaco di Baviera)
Dal libro è stata tratta la prima audio guida poetica museale e alcuni video poetici, il più noto dei quali girato come documentazione della lettura di Kevin Spacey della poesia ispirata al Pugile in riposo. L’evento e il video sono stati riportati dalla stampa di tutto il mondo in quanto l’attore risultava assente dalle scene in seguito delle accuse di molestie e la sua presenza al Museo Nazionale Romano per leggere i testi di Tinti fu la sua prima apparizione pubblica dopo le accuse. 
Una poesia della raccolta "Ermes" viene scelta come "Poem of the week", poesia della settimana, dal The Guardian 

## Edizioni
- Gabriele Tinti, Rovine, Milano, Libri Scheiwiller, 2021.
- Gabriele Tinti, Ruins, Londra, New York, Eris Press, 2021.